# エディー・バウアー
エディー・バウアー（EB ）（Eddie Bauer ）は、アメリカのファッションブランド、およびその創設者。以下、ブランドを中心に日本での展開についても記述する。

## 概要
カジュアルウェアやアウトドア用品を中心に製造販売を行い、アメリカのほか、カナダ、ドイツ、日本で展開している。
1920年、ドイツ系アメリカ人のエディー・バウアー（EB 、1899年-1986年）が、アメリカのシアトルにおいて、自身の名を用いてスポーツ用品店を創業したのが始まりである。現在も1号店がシアトルにある。1936年には、ダウンパーカーを発案した。高所登山やスキーなど特にハードコンディション向けの製品は『First Ascent』ブランドで展開している。
2003年、当時の親会社が、連邦倒産法第11章（チャプター11）の適用を申請し、2005年に再生手続を終えた。2009年6月17日、再度チャプター11の適用を申請し、債務整理による更生手続きに入った。負債の膨張・本業不振による、資金繰りの悪化に起因する。その後、ゴールデンゲート・キャピタル傘下で再建される事になり、女性をターゲットにしたライフスタイルブランドから、機能性重視のブランドへの回帰を図った。
2021年には、オーセンティック・ブランズ・グループ及び同社とサイモン・プロパティ・グループが共同出資するスパーク・グループが、エディー・バウアーを共同で買収すると発表した。

## 日本での展開

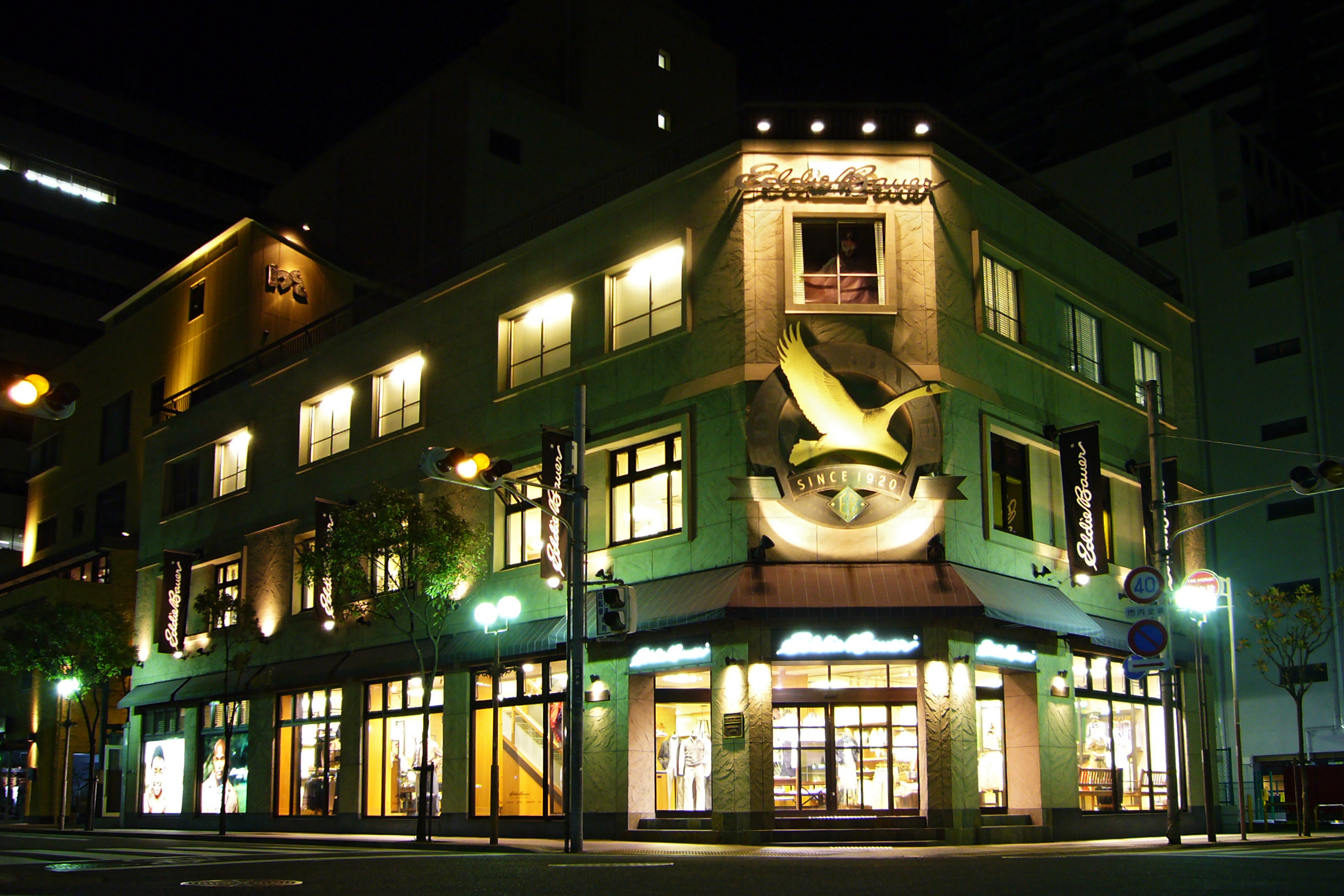
神戸元町店（2006年）

日本では、オットーグループとエディー・バウアー社との合弁会社（オットー70%、エディー30%）、エディー・バウアー・ジャパン株式会社(EB)によって運営。1994年、東京・自由が丘に1号店をオープンした。直営店のほか、カタログ通販、オンラインストアを通してアメリカン・カジュアルウエアを提供した。
2009年の米Eddie Bauer Holdings Inc.による連邦破産法11条申請後も、エディー・バウアー・ジャパン(EB)は独立した会社として日本における店舗の営業を継続していたが、2021年12月31日をもって国内の全店舗およびオンラインストアをクローズ、日本から事実上撤退した。。
2022年8月に伊藤忠商事が日本市場における販売権とライセンス権を取得したことを発表。アパレル企業の水甚とライセンス契約を締結し、2023年春夏シーズンから日本での取り扱いを再開する予定。

## テレビ番組
- 日経スペシャル ガイアの夜明け “激動 流通サバイバル”第3回 拡大するアウトレット（2007年9月25日、テレビ東京）[8]。- アウトレット戦略を取材。